# Petr Kelemen
Petr Kelemen (* 18. listopadu 2000) je český profesionální silniční cyklista jezdící za UCI ProTeam Tudor Pro Cycling Team.

## Hlavní výsledky
2018
Národní šampionát
 vítěz silničního závodu juniorů
2. místo časovka juniorů
Tour du Pays de Vaud
 vítěz bodovací soutěže
2020
Národní šampionát
2. místo časovka do 23 let
Dookoła Mazowsza
8. místo celkově
2021
Dookoła Mazowsza
3. místo celkově
8. místo GP Slovenian Istria
2022
Národní šampionát
 vítěz silničního závodu do 23 let
2. místo časovka do 23 let
2. místo Strade Bianche di Romagna
4. místo La Maurienne
2023
Národní šampionát
2. místo časovka
10. místo Grand Prix La Marseillaise